# Otto Karsten
Otto Karsten (* 23. August 1899 in Grittel; † 1967) war ein deutscher CDU-Politiker und evangelischer Prediger.

## Leben
Otto Karsten wurde in Grittel im Mecklenburg-Schwerinschen Domanialamt Dömitz geboren als Sohn des Landarbeiters Karl Karsten (* 1875) und der Maurertochter Friederike, geb. Schütt (* 1878).
Nach dem Besuch der Bürgerschule in Dömitz absolvierte Karsten in Dömitz von 1914 bis 1916 eine kaufmännische Ausbildung. Als Kaufmann war Karsten bis zum Januar 1918 tätig, als er als Soldat im Fernmeldewesen an die Westfront eingezogen wurde. Nach Entlassung aus der Kriegsgefangenschaft kehrte er zurück nach Dömitz, war kurze Zeit als Gerichtsschreiber angestellt und ging schließlich in die Schweiz, wo er bis August 1923 das Predigerseminar St. Chrischona bei Basel besuchte. Von 1923 bis 1929 war Karsten Prediger in Tessin (bei Rostock) und Bad Doberan, ab Sommer 1929 Reisesekretär des Reichsverbandes Deutscher evangelischer Schulgemeinden in Pommern, Ostpreußen, Schlesien und Süddeutschland. Karsten erhielt 1935 ein Redeverbot durch die Gestapo in Mecklenburg, 1937 wurde er arbeitslos, weil der Reichsverband aufgelöst wurde. 1939 wurde er Geschäftsführer der Molkerei-Genossenschaft Zarrentin.
Otto Karsten begründete am 7. September 1945 mit fünf weiteren Mitstreitern die CDU-Ortsgruppe Zarrentin, die zu den ersten zehn Ortsgruppen in Mecklenburg des Landesverbandes Mecklenburg-Vorpommern mit Sitz in Schwerin gehörte.   Er wurde zum Vorsitzenden gewählt. Bei den Kommunal- und Landtagswahlen erhielt Karsten sowohl ein Mandat für die Stadtvertretung als auch für den Landtag. Er konnte beide Mandate zunächst nicht wahrnehmen, da ihn die Kriminalpolizei zwei Tage vor der Wahl am 20. Oktober 1946 verhaftet hatte. Unter dem Vorwand, große Mengen von Butter und Milch unterschlagen zu haben, inhaftierten ihn die deutschen Polizeibehörden. Die sowjetische Geheimpolizei warf ihm antisowjetische Hetze vor und wollte offenkundig den CDU-Wahlkampf stören. Erst im Dezember kam Karsten frei und wurde zum Stadtrat in Zarrentin gewählt. Karsten gehörte dem Landtag bis zum Juli 1950 an und arbeitete im Kultur- und Brennstoffausschuss mit. Im Mai 1947 wurde er in den Landesvorstand der CDU Mecklenburg-Vorpommern gewählt. Nach der Absetzung des CDU-Wirtschaftsministers Siegfried Wittes im Januar 1950 geriet auch Karsten unter Beschuss, nachdem er eine Resolution gegen Witte im Zarrentiner Stadtrat vereitelt hatte. Karsten gab sein Landtagsmandat entnervt zurück und siedelte mit seiner Familie nach Thüringen über, wo er wieder als Prediger tätig war.